# Charles Edwin Wilbour
Charles Edwin Wilbour (17 de marzo de 1833 – 17 de diciembre de 1896) fue un periodista y egiptólogo estadounidense. Fue uno de los descubridores de los papiros de Elefantina. Realizó la primera traducción inglesa de Los miserables.

## Biografía

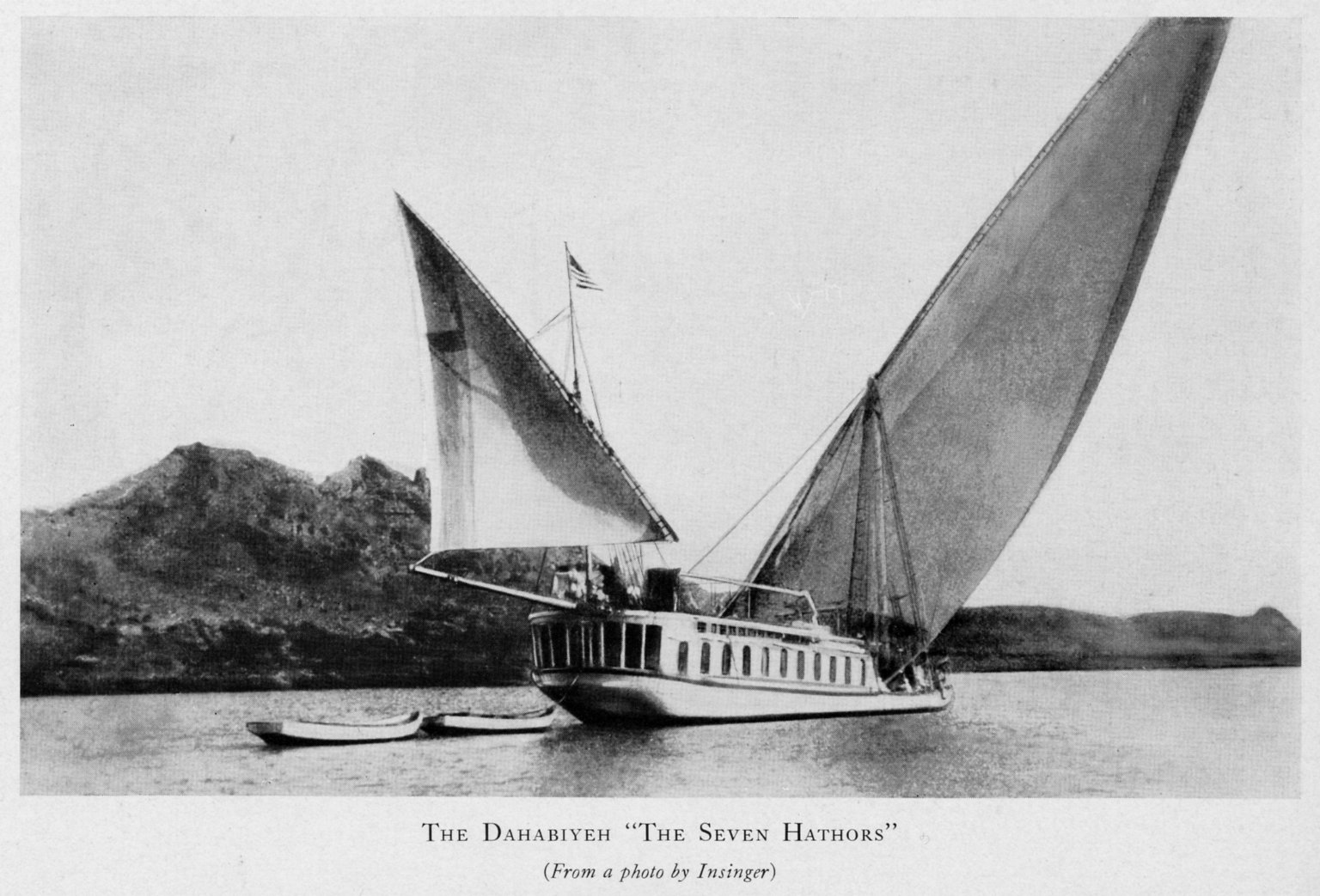
El dahabiya "Las siete Hathors", Museo de Brooklyn. Wilbour usó su casa flotante, llamada “Las siete Hathors,” como lugar para entretener a sus compañeros egiptólogos, familiares y amigos.

Nació en Little Compton, Rhode Island, el 17 de marzo de 1833. Recibió una educación clásica; ingresó a la Brown University, donde recibió un premio por excelencia en griego y fue destacado por su minucioso conocimiento de las lenguas antiguas y modernas, aunque no llegó a graduarse debido a su delicada salud. Autodidacta en taquigrafía, una vez que se hubo recuperado lo suficiente, en 1854 viajó a la ciudad de Nueva York donde se viculó el Tribune como periodista. También estudió leyes y fue admitido en la barra en 1859. Los siguientes dieciocho años los dedicó al trabajo literario y periodístico. En 1872, comenzó el estudio de antigüedades egipcias y visitó las principales bibliotecas de los Estados Unidos y Canadá. Wilbour fue también propietario de una gran papelera lo que, eventualmente lo involucró en los sucesos que lo llevaron a auto-exiliarse. Obtuvo muchos contratos municipales, aparentemente, negociando con Tammany Hall durante el auge del representante William M. Tweed y su grupo. Con la caída de aquel en los comienzos de la década de 1870, Wilbour decidió dejar los Estados Unidos. En 1874, viajó al extranjero y pasó gran parte del tiempo consultando los tesoros arqueológicos del British Museum y las grandes bibliotecas de Europa. Se convirtió en colega de Heinrich Karl Brugsch y Gaston Maspero en el campo de la egiptología, acompañando a este último en cinco expediciones de exploración invernales Nilo arriba. Wilbour pasó sus inviernos en Egipto, trabajando en los sitios a través del país desde 1880 hasta su muerte en 1896. Viajó de sitio en sitio por tren, vapor postal o haciendo dedo en el vapor perteneciente al Departamento de Antigüedades. Alrededor de la época de su visita de 1886, sin embargo, él había decidido comprar una "dahabiya" (casa flotante), la que lo albergaría a él, su familia de visita y su biblioteca con un gran comfort.
Durante una visita a Asuán, compró algunos papiros desenterrados de la isla de Elefantina por habitantes de la zona. Nunca supo de la importancia de este encuentro y, al morir en un hotel de París, sus pertenencias -que incluían los papiros (entre ellos el Papiro de Brooklyn y los Papiros de Elefantina)-, fueron guardadas por el hotel en un depósito sin ser retornadas a su familia durante casi medio siglo. Por petición de su viuda, fueron donadas al Museo de Brooklyn.
Wilbour publicó "Rachel in the New World", del original de Leon Beauvallet en francés, con John W. Palmer (New York, 1856); y tradujo Los Miserables (1862–1863) de Victor Hugo; también publicó The Life of Jesus (1863), del original de Ernest Renan en francés.
Su mujer, Charlotte Beebee, nació en Norwich, Connecticut, un 2 de marzo de 1830. Fue educada en Wilbraham, Massachusetts. Contrajo matrimonio con Charles Wilbour el 18 de enero de 1858. Fue elegida presidente de Sorosis (el primer club de mujeres profesionales de los Estados Unidos) en 1870 y reelecta en cinco oportunidades. Fundadora del club, dedicó mucho de su tiempo y pensamiento en asegurar para el mismo una fundación permanente y su intervención fue definitiva en la organización de la Asociación para el Progreso de las Mujeres que fue constituida en 1873. Charlotte Wilbour instituyó conferencias sobre salud y reformas en la vestimenta, sugiriendo y ayudando en la preparación de entretenimientos varios y asistiendo a muchas mujeres a obtener reconocimiento público. A pesar de vivir en el extranjero, mantuvo su interés en la elevación de su género y buscó cada oportunidad para obtenerla.

## Legado

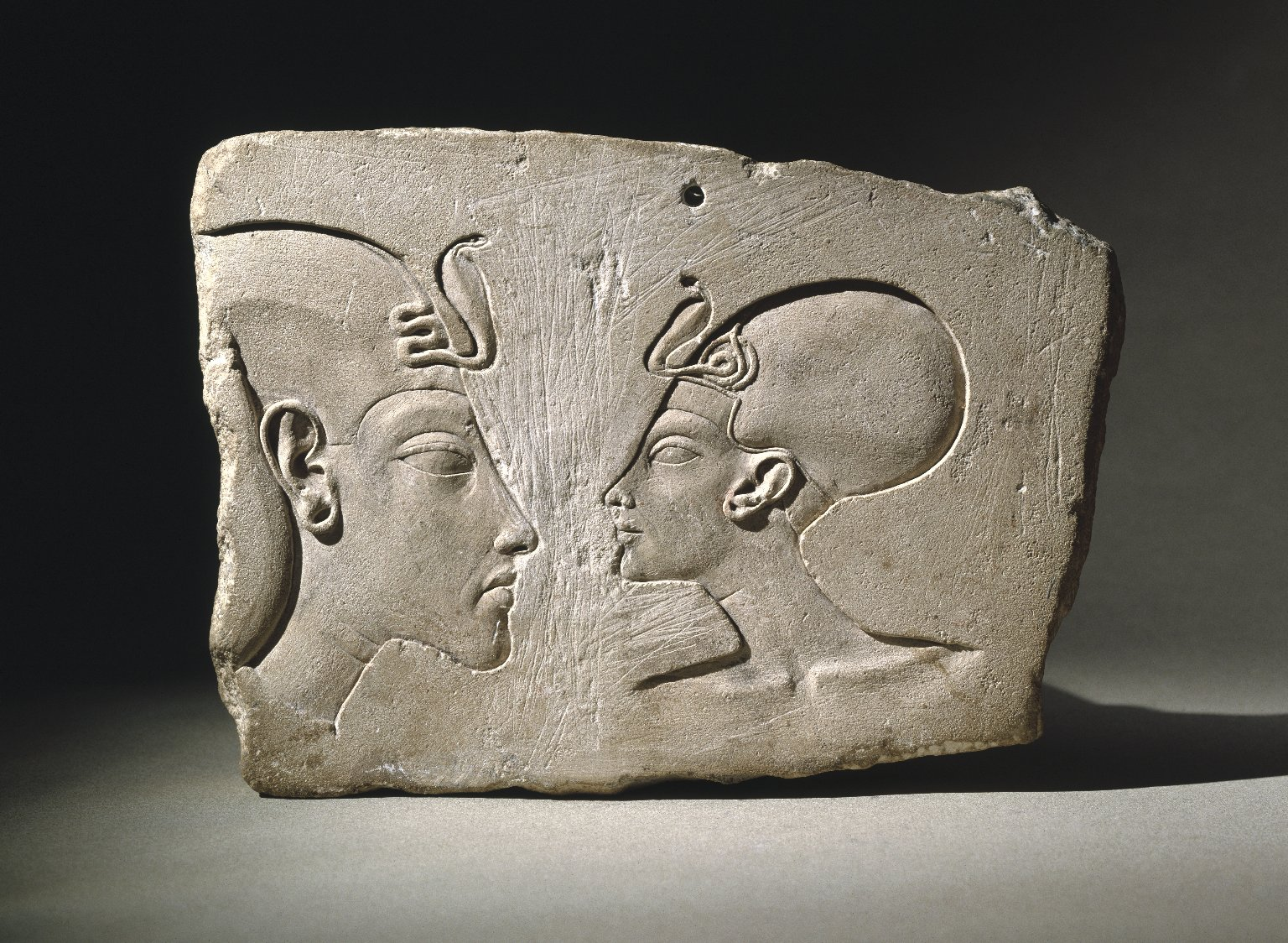
La placa Wilbour, circa 1352-1336 a. C. tomó su nombre del primero de los egiptólogos estadounidenses, quien la obtuvo en Egipto en 1881. La pequeña losa no es parte de una escena más grande sino que es una placa completa. Se pensó como modelo de un escultor, para ser estudiada e imitada por estudiantes y artistas principiantes. Museo de Brooklyn

La biblioteca Wilbour de Egiptología en el Museo de Brooklyn lleva, en su honor, el nombre de Wilbour Hall al igual que la cátedra Charles Edwin Wilbour de la Brown University.
En 1916, los hijos de Wilbour donaron su colección de objetos, su biblioteca egiptológica, y documentos personales al Museo de Brooklyn. En 1932, el legado de Victor Wilbour, hijo único de Charles y Charlotte Wilbour, estableció la Fundación Charles Edwin Wilbour. El propósito de esta donación fue asistir financieramente en la compra de objetos para la colección egipcia del Museo, sostener al personal curatorial y establecer la biblioteca Wilbour de Egiptología. Como resultado de la creación de este fondo, el Museo de Brooklyn nombró a Jean Capart (1877-1947) como Curador Honorario de Egiptología. Capart fue uno de los primeros individuos en darse cuenta del valor académico de los documentos de Wilbour. En 1936, Capart publicó Travels in Egypt, el cual contiene cartas de Wilbour referidas a sus expediciones. Poco tiempo después de la publicación de las mismas, el Departamento de Arte egipcio, clásico y del Antiguo Medio Oriente, (ECAMEA por su sigla en inglés), empleó a Walter Federn (1910-1967) «para clasificar la extensa colección de papeles pertenecientes a Charles Edwin Wilbour».

## La colección del archivo Wilbour
La colección del archivo Wilbour lleva el registro de las investigaciones y expediciones de Charles Edwin Wilbour (1833-1896), uno de los primeros egiptólogos estadounidenses. La misma incluye una amplia variedad de materiales como artículos, cartas, anotaciones, libros de notas, notas, publicaciones, impresiones de agua, ex-libris, mapas y fotografías.
El volumen de la colección albergada en el Museo de Brooklyn consta de cartas, anotadores y apuntes de investigación. Wilbour escribió numerosas y detalladas cartas a su esposa, Charlotte Beebe Wilbour, y a su madre, Sarah Soule Wilbour, describiendo tanto el antiguo como el Egipto del siglo XIX. Estas cartas también documentan algunos de los objetos adquiridos por Wilbour y que, hoy en día, se encuentran en el Museo de Brooklyn. Tiempo después, en 1936, Jean Capart publicó estas cartas en su libro Travels in Egypt. Además, existen cartas a Wilbour remitidas por renombrados egiptólogos como August Eisenlohr, Jan Herman Insigner, Gaston Maspero, A.H. Sayce, Heinrich Karl Brugsch, y Flinders Petrie referidas a sus investigaciones y publicaciones.
Además de sus cartas, las notas de las investigaciones y los libros de anotaciones ofrecen entendimiento de su trabajo y dan cuenta detallada de sus observaciones y viajes. Objetos de interés adicionales son las inscripciones que Wilbour copió directamente de los sitios de excavación o de publicaciones, y copias de inscripciones publicadas con sus anotaciones manuscritas. De particular interés son las copias manuscritas de la inscripciones localizadas en el Templo de Ombos, las que reflejan su meticulosidad y atención en el detalle.
A esto se suman las impresiones de agua y fotografías que documentan visualmente objetos y sitios que él visitó. Particularmente interesante es una colección de impresiones de agua que proporcionan imágenes de inscripciones encontradas en un sarcófago no identificado. Las fotografías no sólo proporcionan documentación visual de la investigación de Wilbour sino que también ilustran varios monumentos en Asuán y otros lugares.
Hoy en día la biblioteca Wilbour de Egiptología es una de las bibliotecas de investigación y estudio del antiguo Egipto más completas. El núcleo de la colección proviene de la biblioteca personal de Charles Edwin Wilbour quien también reunió la extensa colección de antigüedades egipcias. Con más de 35.000 volúmenes, la biblioteca Wilbour es un recurso importante de información textual y visual sobre la historia egipcia. También contiene material de arte y cultura del Medio Oriente.